# 金枝芒
金枝芒（1912年—1988年1月28日），本名陳樹英，其他筆名有陳英樹、殷枝陽、乳嬰、周容、周力、老陸、夏陽。1912年生於江蘇常熟，師範學校畢業後前往南洋擔任華校教師，同時進行文學創作，並加入馬來亞共產黨，成為馬華文學史上重要的左翼作家。
莊華興稱賞金枝芒的長篇小說《饑餓》可填補馬華文學「經典缺席」的空洞，黃錦樹認為《饑餓》的文學筆觸超越了宣傳。

## 生平

### 赴南洋並加入馬共
1912年，陳樹英出生於中國江蘇省常熟縣。1936年，與師範女生周文琴結婚，生兒承贊，交託岳母撫養，與夫人抵達新加坡，再北上霹靂督亞冷同漢華小任教。並開始在報章雜誌寫文章。
在馬來亞日占時期，1942年，任職於錫礦場鐵船機器修理部，同時參加抗日同盟會（地下組織）。1943年，離開錫礦場，轉到霹靂黑水港一帶，開芭種植旱稻、木薯等。這時期加入馬來亞共產黨。
日本戰敗後，1945年8月至1946年，任馬共《北馬導報》和《怡保日報》編輯。1946年，《怡保日報》被查封，奉調南下吉隆坡任抗日軍退伍同志會機關報《戰友報》編輯，兼任《民聲報》副刊編輯。1947年12月26日，在《戰友報》新年特刊以筆名周容發表〈談馬華文藝〉一文，反駁以胡愈之為首的民盟—僑民派，引發馬華文藝與僑民文藝論爭，歷時半年左右。

### 游擊鬥爭及《饑餓》
1948年6月，緊急法令前夕，金枝芒轉入地下，被組織調往彭亨，參加馬來亞民族解放軍的抗英武裝鬥爭。先後參加《戰鬥報》、《團結報》和《火線上》編輯與出版工作。
1958年，主持戰鬥故事叢書《十年》編寫和出版工作。1959年杪，以中央根據地自丹霹邊區北遷馬泰邊境為故事背景，同時參考部隊老兵的筆記和口述，寫出長篇小說《饑餓》，由火炬出版社油印出版，署名老陸。1960年，《饑餓》再次由檳吉玻北星社油印出版。

### 回中國繼續革命活動
1961年，金枝芒執行組織委託的任務，途徑越南前往中國，於是年年秒抵達北京。1968年，赴湖南籌備設立馬來亞革命之聲廣播電台。1969年11月15日，任職「馬來亞革命之聲」中文部主編。期間，寫成多部中、短篇小說，亦曾在《詩刊》等發表詩文。《華語馬來語對譯簡明詞典》（手抄打字本）也在這期間編纂完畢。
1979年，妻子周文琴獲准赴中國大陸探親，與妻久別重逢。1981年6月30日，革命之聲電臺結束，擔任馬共中央海外代表團秘書。1988年1月28日，心臟病發，逝世於北京醫院。留下遺孀與三男一女。

### 身後
2001年，金枝芒長篇小說《饑餓》原訂由香港南島出版社出版，未成。
2004年，吉隆坡21世紀出版社出版《人民文學家金枝芒抗英戰爭小說選》，收〈督央央和他的部落〉、〈烽火中的牙拉頂〉和〈甘榜勿隆〉三個中篇，主編方山。
2008年，吉隆坡21世紀出版社出版《饑餓》，使這部小說在創作完成將近半世紀之後首次公開出版（之前為地下油印流傳）。
2017年11月17日，新紀元大學學院中文系、21世紀出版社、文運書坊、新加坡《藝術天地》聯辦「緬懷馬新文壇前輩金枝芒」座談會。2018年3月出版《緬懷馬新文壇前輩金枝芒》專集。

## 作品
- 《人民文學家金枝芒抗英戰爭小說選》，吉隆坡：21世紀，2004年。
- 《饑餓：抗英民族解放戰爭長篇小說》，吉隆坡：21世紀，2008年。
- 《烽火牙拉頂：抗英戰爭長篇小說》，吉隆坡：21世紀，2011年。
- 《金枝芒散文彙編》，吉隆坡：葉清潤，2017年。
- 《緬懷馬新文壇前輩金枝芒》，吉隆坡：21世紀，2018年。

## 研究現狀
- 方山〈寫在前面——悼念金枝芒老前輩逝世16週年〉，《人民文學家金枝芒抗英戰爭小說選》，吉隆坡：二十一世紀出版社，2004年。
- 莊華興〈在歷史與文本之間擺盪：論金枝芒的抗英戰爭小說〉，《南洋商報·南洋文藝》，2005年8月9日、8月13日、8月16日。
- 莊華興〈馬華文藝獨特性論爭：主體（性）論述的開展及其本質〉，朱文斌編《世界華文文學研究》第二輯，北京：新星出版社，2005年。
- 陳秋舫〈憶星馬著名華文作家金枝芒〉，《地平線月刊》2005年第3期（總第88期）。
- 黃錦樹〈最後的戰役——論金枝芒的「饑餓」〉，《星洲日報·文藝春秋》，2010年3月14日。[2]收錄氏著《華文小文學的馬來西亞個案》，臺北：麥田，2015年。
- 莊華興〈平凡的記錄與不平凡的《十年》〉，《當今大馬》，2013年6月1日。[3]
- Chong Fah Hing & Kyle Shernuk, "Hunger and Chinese Malaysian Leftist Narrative", David Der-wei Wang ed. A New Literary History of Modern China, The Belknap Press of Harvard University Press, 2017, 635-640.
- 莊華興〈從失蹤到隱匿：以郁達夫和金枝芒為例探討馬華文學的存在之議〉，《緬懷馬新文壇前輩金枝芒》，吉隆坡：21世紀出版社，2018年3月。[ISBN 9789833164585][4]
- 黃錦樹〈金枝芒的《飢餓》和我們的貧困〉，《季風帶》第12期，2019年6月，頁125—127。
- 莊華興〈存而不在的馬華左翼作家——金枝芒〉，《當代評論》，2021年10月9日。[5]
- 蘇穎欣〈論戰、現實與馬華革命文學: 金枝芒的「此時此地」實踐〉，《文化研究》第32期，2021年春季號，頁11—46。[6]